# Operatie Hydra (1943)
Operatie Hydra was een bombardement dat door het Britse RAF Bomber Command in de nacht van 17 op 18 augustus 1943 werd uitgevoerd op het Duitse wetenschappelijke centrum in Peenemünde, waar de V1- en V2-raketten werden ontwikkeld.

## Achtergrond
Na de Eerste Wereldoorlog werden er met het afsluiten van het Verdrag van Versailles zware beperkingen opgelegd aan de Reichswehr, het naoorlogse Duitse leger. Zo was de zware artillerie maar in beperkte mate toegestaan. De Duitsers probeerden die voorwaarden te omzeilen door te experimenteren met raketten. Het hoofd van de ballistische en munitie-sectie kolonel Becker veronderstelde dat korteafstandsraketten gebruikt konden worden voor luchtafweer, terwijl langeafstandsraketten gas of explosieven konden vervoeren.
In Peenemünde, een Duits plaatsje gelegen om een klein schiereiland aan de Oostzee, werd een onderzoekscentrum gebouwd dat onder leiding stond van Walter Dornberger. De Britten ontvingen in november 1939 informatie over de ontwikkeling van wapensystemen in Peeremünde. Die informatie was afkomstig van de Duitse natuurkundige Hans Ferdinand Mayer. Mayer stuurde de informatie anoniem naar het Britse gezantschap in Oslo, maar de Britten beoordeelden de informatie als te mooi om waar te zijn. In 1943 ontving Allen Dulles, het hoofd van de Zwitserse tak van de Amerikaanse spionagedienst OSS, informatie van de verzetsgroep rond de priester Heinrich Maier dat de Duitsers bezig waren met de ontwikkeling van V2-raketten. De groep had contact met militairen en onderzoekers.
De Britse M16 had door Duitse krijgsgevangene generaal Wilhelm Ritter von Thoma af te luisteren informatie verkregen over het onderzoeksprogramma in Peenemünde. Ook kwam er informatie via de Poolse geheime dienst, een Deense onderzoeker en twee Luxemburgers die als dwangarbeider in Peenemünde hadden gewerkt. Op 22 april 1943 werden er luchtfoto's van het complex gemaakt. Verdere verkenningsvluchten bleven uit om de Duitsers geen idee te geven dat het was ontdekt.
Peenemünde lag op ongeveer duizend kilometer van de dichtstbijzijnde Britse vliegbasis. Dat was geen reden om niet een bombardement in te plannen. De bommenwerpers zouden voor een betere doeltreffendheid aanvliegen op een hoogte van 2400 meter in plaats van de gebruikelijke hoogte van bijna zes kilometer.

### Aanval
Een aantal Mosquitoes vloog naar Berlijn om daar zogenaamd doelen uit te zetten voor een grote operatie. Op die manier hoopten de Britten de Duitse nachtjagers weg te lokken. Andere vliegtuigen vielen de Luftwaffe-vliegvelden bij Ardorf, Stade, Jagel, Westerland en Grove aan.
De aanval op Peenemünde begon op 18 augustus om 00:10 uur. Doelen werden gemarkeerd door de zogeheten Pathfinders. Aan de aanval, die in drie golven plaats vond, namen in totaal 324 Avro Lancasters, 218 Handley Page Halifax en 54 Short Stirlings deel. Bij het naderen van de eerste vliegtuigen trokken de Duitsers een rookscherm op dat de doelen moest onttrekken aan het zicht.
De eerste markeringen waren onzorgvuldig waardoor de bommen werden afgeworpen bij het dwangarbeiderskamp op de Trassenheide. Daardoor stierven zeker vijfhonderd dwangarbeiders. Latere markeringen waren nauwkeuriger. Ongeveer vijfenzeventig procent van de gebouwen van het onderzoekscentrum werd vernietigd. Het aantal doden aan Duitse zijde bleef beperkt. Het complex beschikte over goede schuilkelders en de zachte bodem dempte de bomexplosies. Ongeveer honderdzeventig van de vierduizend mensen die werkten in Peenemünde, werden gedood. Onder hen waren wel twee van de belangrijkste onderzoekers, te weten Walter Thiel en Erich Walther.
De derde aanvalsgolf, die een half uur nadat de eerste bommen waren gevallen arriveerde, concentreerde zich vooral op zeventig kleine gebouwen waar de wetenschappelijke uitrusting en data was verzameld. Onder die gebouwen bevond zich ook de woning van Dornberger en diens rechterhand Wernher von Braun. Door de rook op de grond misten de bommenwerpers een deel van de doelen, maar alsnog werd een derde van de gebouwen getroffen. Op het moment van de aanval waren Duitse nachtjagers al gearriveerd, die ondertussen doorhadden dat de actie op Berlijn een afleiding was. Zij schoten achtentwintig Britse bommenwerpers neer. De Britten joegen op hun beurt vijf jagers naar de grond.

## Nasleep
Joseph Goebbels schreef in 1943 dat het bombardement zorgde voor zes tot acht weken vertraging in de ontwikkeling van de V-raketten. Het United Strategic Bombing Survey omschreef de aanval in 1945 als "niet effectief". Twee van de hoofduitvoerders werden gedood, maar de belangrijkste doelwitten, de windtunnel en het telemetrieblok, kwamen ongeschonden uit het bombardement. Ook was Duitsland in 1942 al begonnen met de decentralisatie van de productie van de V-bommen. Een groot deel van de productie was verplaatst naar Raderach.
Een geschat aantal van tussen de 500 en 720 dwangarbeiders stierf. Bomber Command rapporteerde een verliespercentage van 6,7 procent van de vliegtuigbemanning onder de derde golf. Vijftien Canadezen en Britten werden naamloos begraven nabij Peenemünde. De Sovjet-autoriteiten weigerden na de oorlog toestemming voor de repatriëring van hun stoffelijke overschotten.